# 16241 Dvorsky
16241 Dvorsky este un asteroid din centura principală de asteroizi.

## Descriere
16241 Dvorsky este un asteroid din centura principală de asteroizi. A fost descoperit pe 7 aprilie 2000 la Socorro, New Mexico, în cadrul proiectului LINEAR. Asteroidul prezintă o orbită caracterizată de o semiaxă mare de 2,58 ua, o excentricitate de 0,13 și o înclinație de 8,4° în raport cu ecliptica.